# St. Sixtus (Sixthaselbach)
Koordinaten: 48° 29′ 47,7″ N, 11° 52′ 18,6″ O
St. Sixtus ist eine römisch-katholische Filialkirche im Ort Sixthaselbach in der oberbayerischen Gemeinde Wang.

## Geschichte
Der Ort Sixthaselbach wird vermutlich bereits in einer Urkunde Herzog Tassilos II. (717 bis 719) erwähnt. 1484 wird der Ort dann als Sitz einer Obmannschaft der Herrschaft Inkofen genannt. Die Filialkirche in Sixthaselbach wurde in der zweiten Hälfte des 15. Jahrhunderts erbaut. Der nichteingezogene Chorraum ist etwas jünger. Die Kirche ist dem Patron Papst Sixtus II. (257–258) geweiht. Das Chorbogenkruzifix aus dem 16. Jahrhundert stammt von einem Schüler Hans Leinbergers. Der barocke Hochaltar mit der Schnitzfigur des Sixtus ist von zwei Seitenaltären umgeben. Der Volksaltar wurde im Jahre 2002 aus der ehemaligen Kanzel erstellt.

## Baubeschreibung
Die Beschreibung des Bayerischen Landesamts für Denkmalpflege für das geschützte Baudenkmal (Denkmal-Nr. D-1-78-155-13) lautet:

„Spätgotischer Saalbau mit polygonalem Chorschluss und Flankenturm, 15. Jahrhundert; mit Ausstattung“